# Helmut Signon
Helmut Konrad Johann Signon (* 25. Juni 1923 in Köln; † 7. November 1978 ebenda) war ein deutscher Zeitungsjournalist. 

## Leben
Signon studierte an der Universität zu Köln Kunstgeschichte, Geschichte und Germanistik. Gleichzeitig arbeitete er als Lokalredakteur.
Er war über dreißig Jahre in der Lokalredaktion der Zeitung Kölnische Rundschau tätig und schrieb in dieser Zeit mehr als 40.000 Berichte und Reportagen, Analysen und Kommentare. Als Autor publizierte er zahlreiche Bücher. Seit 1950 war er mit Elisabeth Lieselotte Kriechel verheiratet.
Signon starb im Alter von 55 Jahren in einem Kölner Krankenhaus. Er ist auf dem neuen Stammheimer Friedhof am Stammheimer Ring beigesetzt.

## Werke (Auswahl)
- Wie war zu Köln es doch vordem ..., Geschichte und Geschichten aus zwei Jahrtausenden am Rhein, 1972, ISBN 3-7973-0232-0
- Köln macht Geschichte, 1977, ISBN 3-7973-0300-9
- Agrippa. Freund und Mitregent des Augustus, Darmstadt 1978
- Alle Straßen führen durch Köln, 1983, ISBN 3-7743-0379-7